# Quint Lutaci Cercó
Quint Lutaci Cercó (en llatí: Quinctius Lutatius C. f. C. n. Cerco) va ser un magistrat romà que va viure al segle iii aC. Formava part de la gens Lutàcia, i era de la família dels Cercons.
Va ser elegit cònsol amb Aulus Manli Torquat Àtic el 241 aC, any en què es va acabar la Primera Guerra Púnica per la victòria de Gai Lutaci Càtul a les illes Ègates. Zonaràs diu que Cercó era germà de Lutaci Càtul, cosa que confirmen els Fastos Capitolins, on tots dos porten les inicials «C. f. C. n». Zonaràs també diu que els dos germans van ser enviats a Sicília per tractar dels afers de l'illa.
Poc després d'haver-se declarat la pau, es van revoltar els faliscs de Faleris per causes que no es coneixen, i els dos cònsols van atacar la ciutat que van conquerir en sis dies. Van confiscar la meitat de la terra dels faliscs mentre la ciutat era destruïda. Per aquesta victòria els dos cònsols van obtenir el triomf. Cercó va ser censor l'any 236 aC amb Luci Corneli Lèntul i va morir exercint el càrrec.